# Fenix-Deceuninck/2025
Deze pagina geeft een overzicht van de vrouwenwielerploeg Fenix-Deceuninck in 2025.

## Algemeen
Teammanager: Philip Roodhooft
Ploegleiders: Michel Cornelisse,  Christoph Roodhooft, Rik Van Slycke, Annemiek van Vleuten, Kris Wouters
Fietsmerk:
Kleding: Alé Cycling

## Rensters

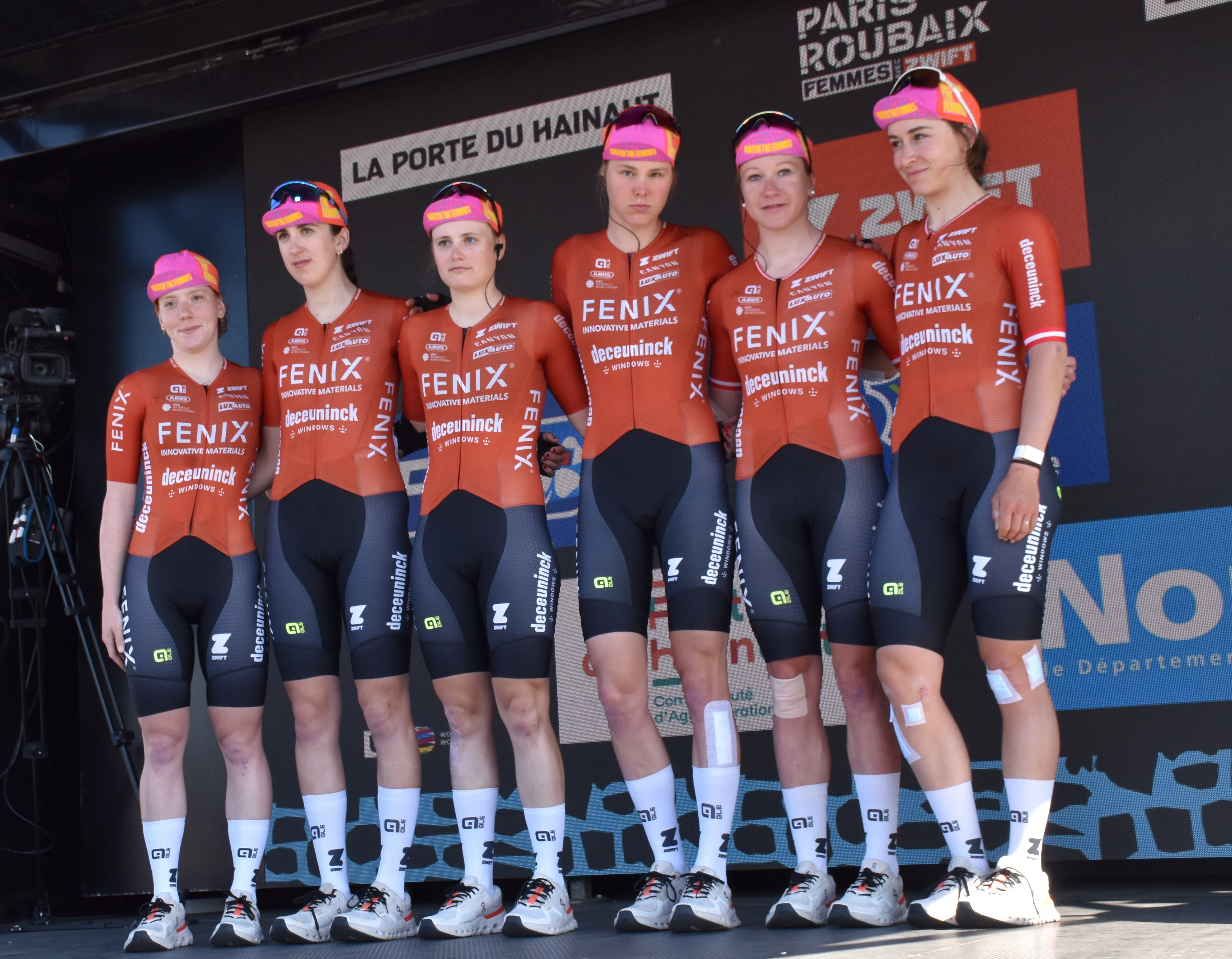
Het team in Parijs-Roubaix 2025.

| Naam                       | Geboortedatum | Nationaliteit       | Ploeg 2024        |
| -------------------------- | ------------- | ------------------- | ----------------- |
| Ceylin del Carmen Alvarado | 06-08-1998    | Nederland           |                   |
| Sara Casasola              | 29-11-1999    | Italië              | Hess Cycling Team |
| Millie Couzens             | 29-10-2003    | Verenigd Koninkrijk |                   |
| Julie De Wilde             | 08-12-2002    | België              |                   |
| Yara Kastelijn             | 09-08-1997    | Nederland           |                   |
| Evy Kuijpers               | 15-02-1995    | Nederland           |                   |
| Flora Perkins              | 16-09-2003    | Verenigd Koninkrijk |                   |
| Puck Pieterse              | 13-05-2002    | Nederland           |                   |
| Pauliena Rooijakkers       | 12-05-1993    | Nederland           |                   |
| Carina Schrempf            | 16-10-1994    | Oostenrijk          |                   |
| Christina Schweinberger    | 29-10-1996    | Oostenrijk          |                   |
| Marthe Truyen              | 30-09-1999    | België              |                   |
| Aniek van Alphen           | 01-02-1999    | Nederland           |                   |
| Inge van der Heijden       | 12-08-1999    | Nederland           |                   |
| Cecilia van Zuthem         | 27-11-2003    | Nederland           |                   |
| Annemarie Worst            | 19-12-1995    | Nederland           |                   |

### Vertrokken
| Naam            | Geboortedatum | Nationaliteit       | Ploeg 2025      |
| --------------- | ------------- | ------------------- | --------------- |
| Sanne Cant      | 08-10-1990    | België              | Gestopt         |
| Greta Marturano | 14-06-1998    | Italië              | UAE Team ADQ    |
| Petra Stiasny   | 10-09-2001    | Zwitserland         | Roland          |
| Sophie Wright   | 15-03-1999    | Verenigd Koninkrijk | Ribble Outliers |

## Overwinningen

### Veldrijden
| Duinencross: Puck Pieterse NK: Puck Pieterse |

### Wegwielrennen
| Nationale kampioenschappen wielrennen Oostenrijk - tijdrit: Christina Schweinberger Verenigd Koninkrijk - weg: Millie Couzens Verenigd Koninkrijk - tijdrit U23: Millie Couzens GP Oetingen Julie De Wilde Waalse Pijl Puck Pieterse |

AG Insurance-Soudal · Canyon//SRAM zondacrypto  · Ceratizit-WNT Pro Cycling · FDJ-SUEZ · Fenix-Deceuninck · Human Powered Health · Lidl-Trek · Liv AlUla Jayco · Movistar · Roland · Team Picnic PostNL · SD Worx-Protime · Team Visma|Lease a Bike · UAE Team ADQ · Uno-X Mobility
Mannen: 2009 · 2010 · 2011 · 2012 · 2013 · 2014 · 2015 · 2016 · 2017 · 2018 · 2019 · 2020 · 2021 · 2022 · 2023 · 2024 · 2025
Vrouwen: 2020 · 2021 · 2022 · 2023 · 2024 · 2025